# Tau Draconis
Tau Draconis (τ Draconis, förkortat Tau Dra, τ Dra) som är stjärnans Bayerbeteckning, är en astrometrisk dubbelstjärna belägen i nordöstra delen av stjärnbilden Draken. Den har en skenbar magnitud på 4,45 och är svagt synlig för blotta ögat. Baserat på parallaxmätning inom Hipparcosuppdraget på ca 22,3 mas, beräknas den befinna sig på ett avstånd av ca 143 ljusår (45 parsek) från solen. Dess egenrörelse driver den över himlen med en hastighet av 0,176 bågsekunder per år.

## Egenskaper
Tau Draconis är en orange till röd jättestjärna av spektralklass K2 III; där semikolonet anger viss osäkerhet om dess spektralvärden. Den betraktas som en metallrik  stjärna och har genomgått den första utjämningsfasen av sin utveckling bort från huvudserien, även om den visar underskott på kol och syre i sitt spektrum. Tau Draconis har en massa som är 1,25 gånger solens massa och en radie som är 9,48 gånger solens. Den uppskattas vara 6,48 miljarder år gammal och avger 48 gånger mer energi än solen från sin förstorade fotosfär vid en effektiv temperatur på 4 413 K.